# Barrio Bolívar, Montevideo
El Barri Bolivar, també conegut com a Mercat Model per la ubicació del mercat homonimo, és un barri de la ciutat capital de Montevideo. Limita amb els barris de Brazo Oriental al nord-oest, Cerrito al nord, Pérez Castellanos al nord-est, i Jacinto Vera al sud.
És seu de l'Edifici Llibertat i del Parc de les Escultures.

## Imatges

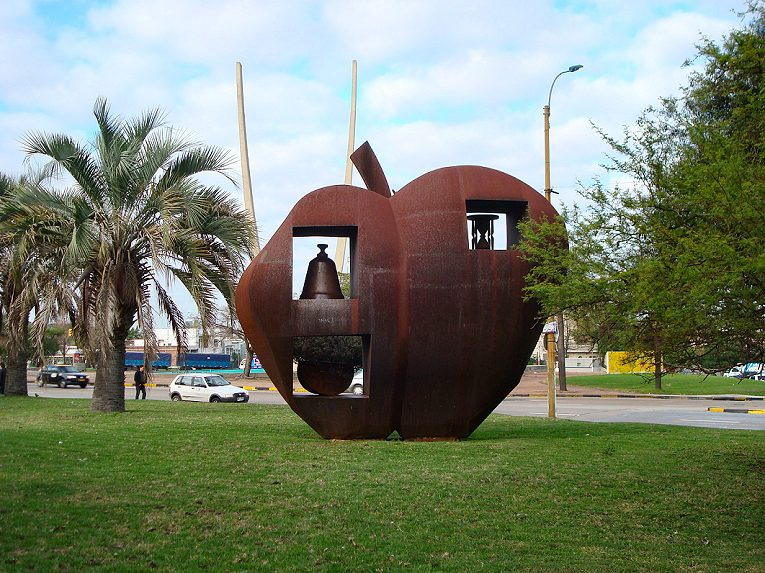
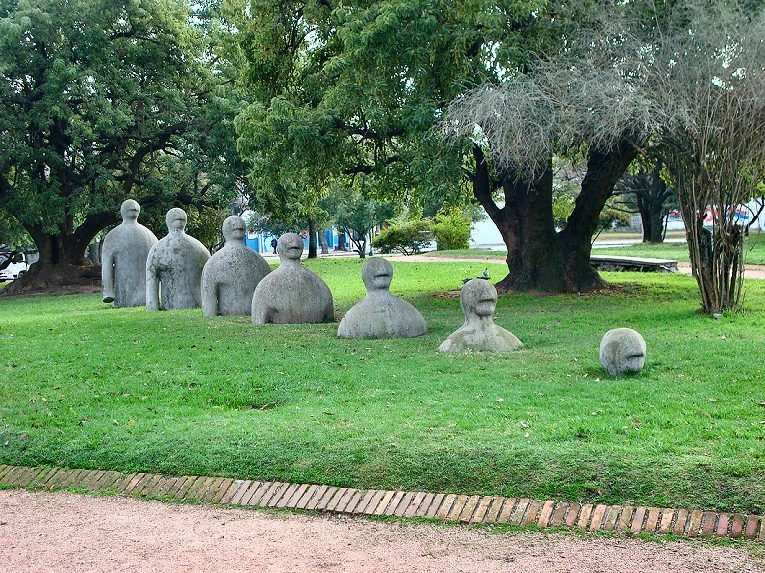
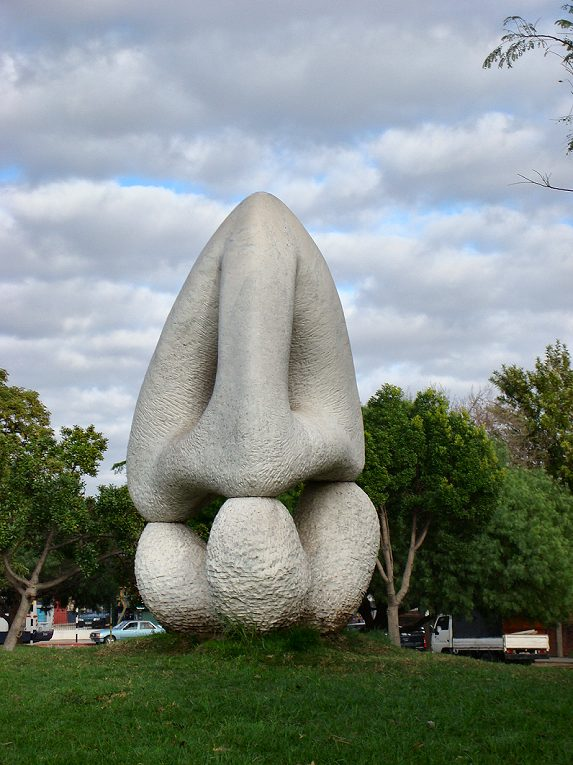